# メレテー
メレテー（古希: Μελέτη, Meletē）は、ギリシア神話の女神で、「古きムーサ」とも呼ばれる、三柱のムーサのなかの一柱である。他の女神は、アオイデーとムネーメーである。

## ホメーロスとヘーシオドス
ホメーロスは、ムーサを一柱の詩の女神として呼びかけ歌っている。これが本来の姿であったと考えられる。他方、ムーサたちの数を9柱とし、その名を具体的に列挙したのは、ヘーシオドスで、『テオゴニアー』においてその名を述べている。しかし、詩人の文学的構成とは別に、古代ギリシアの各地に古くから伝わっていた伝承では、ムーサの数はカリスやモイライと同様に3柱とされていた。

### アルクマーンの言葉
紀元前7世紀の古代ギリシアの抒情詩人アルクマーンは、ムーサたちが三柱で、その父と母は、ヘーシオドスが述べるようにゼウスとムネーモシュネーではなく、ウーラノスとガイアであると述べたと古注に記されている。

## パウサニアースの記録
パウサニアースもまた『ギリシア案内記』で、ムーサたちの父はウーラノスであると記しており、さらに三柱のムーサの名は、メレテー、アオイデー、ムネーメーであるとしている。ここにおいてメレテーは「古きムーサ」の一人の名であり、その名の意味は「演出」である。

## 小惑星の名として
1857年に発見された小惑星56番は、この女神の名よりメレテと命名された。